# Oencia
Oencia is een Spaanse gemeente in de comarca El Bierzo van de provincie León, deel van de autonome regio Castilië en León. Volgens de bevolkingscijfers van het INE van 2023 heeft de gemeente 284 inwoners. Het is een van de gemeenten in León waar Galicisch wordt gesproken.
De natuur mee gevormd door de Rio Selmo valt op, een machtige rivier met grote waterkracht, wat ertoe heeft geleid dat het water in het verleden werd gebruikt voor het werk van metaalsmederijen langs de bedding en oevers van de Rio Selmo. Evenzo biedt de bergachtigheid van de gemeente, beschut tussen de Peña do Seo en de Sierra de la Encina de la Lastra, een prachtig natuurlijk landschap met bossen van berken-, beuken-, eiken- en kastanjebomen, evenals een fauna waarin wolven, vossen, otters, dassen en reeën te vinden zijn.
Ten tijde van de Tweede Wereldoorlog kreeg de gemeente te maken met een goudkoorts met de vondst en daaruit voortvloeiende zoektocht naar wolfraam in de omgeving. In staallegeringen wordt wolfraam gebruikt om het materiaal harder en hittebestendiger te maken, wat in de oorlogsindustrie van grote waarde was. 